# Муггенстурм
Муггенстурм (нем. Muggensturm) — община в Германии, в земле Баден-Вюртемберг. 

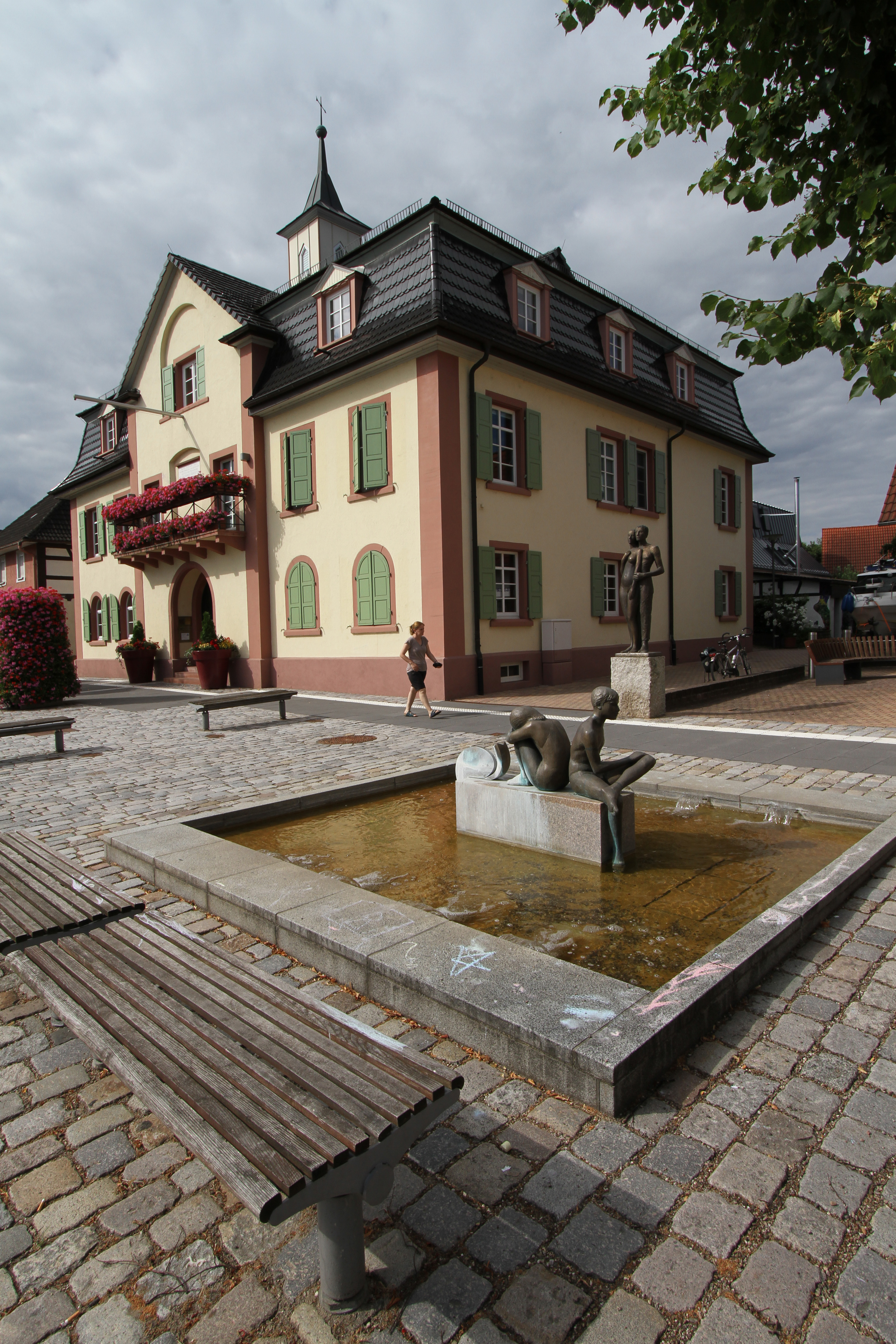

Подчиняется административному округу Карлсруэ. Входит в состав района Раштат.  Население составляет 6139 человек (на 31 декабря 2010 года). Занимает площадь 11,56 км².